# Ángulos suplementarios por exceso
Dos ángulos son ángulos suplementarios por exceso  si su diferencia es {\displaystyle 180^{\circ }}.

## Ejemplos
- Los ángulos {\displaystyle 90^{\circ }} y {\displaystyle 270^{\circ }}
- Los ángulos {\displaystyle 180^{\circ }} y {\displaystyle 360^{\circ }}
- Los ángulos {\displaystyle 180^{\circ }} y {\displaystyle 0^{\circ }}

## Propiedades
- Para cada ángulo dado {\displaystyle \alpha } corresponden dos ángulos suplementario por exceso: uno obtenido al sumarle {\displaystyle 180^{\circ }} y otro obtenido al restarle {\displaystyle 180^{\circ }}.
- Si {\displaystyle \alpha ,\beta } son ángulos suplementarios por exceso; entonces, {\displaystyle \operatorname {sen} \alpha +\operatorname {sen} \beta =0}.
- Si {\displaystyle \alpha ,\beta } son ángulos suplementarios por exceso; entonces, {\displaystyle \cos \alpha =\cos \beta }.